# Суд-Николаевка
Суд-Николаевка — хутор в Подгоренском районе Воронежской области.
Административный центр Первомайского сельского поселения.

## География

### Улицы
- ул. Есенина
- ул. Заречная
- ул. Зелёная
- ул. Кольцовская
- ул. Ленина
- ул. Мира
- ул. Молодежная
- ул. Садовая
- ул. Советская

## Население
| 1859 | 1897 | 2010 |
| ---- | ---- | ---- |
| 420  | ↗502 | ↗719 |

## История
Слобода Судьёвка возникла в первой половине XVIII в. на земле, захваченной судьей Острогожского казачьего полка Максимом Куколевским. Позже слобода была разделена между сыновьями Куколева — Иваном и Николаем, новые населённые пункты получили наименование соответственно: Судевка-Ивановка и Судевка-Николаевка. В 1968 году постановлением облисполкома в состав Суд-Николаевки был включен соседний хутор Суд-Ивановка.